# Lokve (Horvátország)
Lokve falu és község Horvátországban, Tengermellék-Hegyvidék megyében. Közigazgatásilag Homer, Lazac Lokvarski, Mrzla Vodica, Sljeme, Sopač és Zelin Mrzlovodički települések tartoznak hozzá.

## Fekvése
Fiume központjától 25 km-re keletre a Hegyvidéken Delnice és Fužine között félúton, a Crno Lug és Mrkopalj felé menő utak kereszteződésében fekszik. A falu mellett van a Lokvarka-patak forrása és közelében található a Lokvarka-tó. A falu egy völgyben fekszik, melyet északról a Ponikvarski vrh (844 m), az Oštrac (931 m), keletről a Sopački vrh (974 m), délről a Bukovac (985 m) és a Špičunak (1023 m), nyugatról a Lokvarka-tó fölé magasodó Sljeme (1071 m) határolja. A település Delnice felőli bejáratánál található a Lokvarka-barlang, az ország legmélyebb cseppkőbarlangja, mely a látogatók előtt is nyitva áll.

## Története
A régészeti letelek tanúsága szerint itt már az őskorban is éltek emberek. Kormos Tivadar paleontológus a 20. század elején végzett feltárásai során a lokvei Bukovac-barlangban élt barlanglakó ősember nyomaira bukkantak. Lokve első írásos említése 1432-ben a latinos „Loque” alakban egy Cillei Ulrik és a Fragepánok közötti peres iratban történt. 1481. február 24-én egy zágrábi királybírói iratban, melyben Frangepán Istvánnak megtiltják, hogy brodi, lukovdoli, moravicai, hreljini, vrbovskoi és lokvei birtokain áthaladó kereskedőktől adót szedjen Lokvét a hegyvidék egyik legrégibb településének mondják. A Frangepánok bukása után Lokve a királyi kamara, majd báró Rigoni Ferenc birtoka lett. A településen ebben az időben fűrészmalom működött. A település fejlődése a Károlyvárost a tengerparttal összekötő Lujziána út megépítésével indult meg és vált fontos közlekedési csomóponttá. Főként a tengerpart irányába indult meg a fakereskedelem Az út mentén letelepedők többnyire emeletes, szép házakat építettek. Itt és a közeli településeken betérők nyíltak az átutazók számára. 1805-ben már 62 ház állt itt 481 lakossal. Lakosai főként a tengermellékről, Delnice, Mrkopalj, Fužine vidékéről érkeztek. Közülük a Pleše, Majnarić, Ožanić, Mihelčić, Bolf, Grgurić, Jurković, Briški, Gašparac, Radošević, Crnković, Štanfelj, Tomac, Čop családok leszármazottai ma is élnek a településen. Felépültek az első kápolnák Lokvén és Mrzla Vodicán. 1857-ben Josip Mrzljak megalapította az első háromosztályos népiskolát. A turistaforgalom megindulásával létrejött a helyi szépítő egyesület, mely 1898-tól adott ki képeslapokat a településről. 1857-ben 256, 1910-ben 163 lakosa volt. 1920-ig Modrus-Fiume vármegye Delnicei járásához tartozott. 2011-ben a falunak 587, a községnek összesen 1047 lakosa volt.

## Lakosság
| Lakosság változása | Lakosság változása | Lakosság változása | Lakosság változása | Lakosság változása | Lakosság változása | Lakosság változása | Lakosság változása | Lakosság változása | Lakosság változása | Lakosság változása | Lakosság változása | Lakosság változása | Lakosság változása | Lakosság változása | Lakosság változása |
| ------------------ | ------------------ | ------------------ | ------------------ | ------------------ | ------------------ | ------------------ | ------------------ | ------------------ | ------------------ | ------------------ | ------------------ | ------------------ | ------------------ | ------------------ | ------------------ |
| 1857               | 1869               | 1880               | 1890               | 1900               | 1910               | 1921               | 1931               | 1948               | 1953               | 1961               | 1971               | 1981               | 1991               | 2001               | 2011               |
| 1123               | 1231               | 1430               | 1442               | 1131               | 1022               | 1181               | 1050               | 989                | 1106               | 960                | 848                | 741                | 748                | 659                | 587                |

## Nevezetességei
Szent Katalin szűz és vértanú tiszteletére szentelt plébániatemploma.